# Помыкалов, Анатолий Сергеевич
Помыкалов Анатолий Сергеевич (род. 29 ноября 1959 года) — спортсмен. Мастер спорта СССР международного класса по лёгкой атлетике (1989). Выдающийся спортсмен РБ (2001).

## Биография
Помыкалов Анатолий Сергеевич родился 29 ноября 1959 г. в г. Уфе.
Занимался спортом в ДСО «Спартак» Всеросоюзного общества слепых (тренер П. З. Буйлов).
Входил в сборные команды СССР (1979), Паралимпийской сборной команды СССР (1981—1990), СНГ (1992), России (1993—1995).

## Достижения
- Рекордсмен СССР (1981 г.) в беге на 400 м среди спортсменов-инвалидов по зрению;
- 12-кратный чемпион СССР (1981, 1983, 1985, 1988) в беге на 800, 1500, 5000 метров среди инвалидов по зрению;
- Серебряный призёр чемпионата Европы (1987, 1989);
- Серебряный призёр (бег на 800 м.) и бронзовый призёр (бег на 400 и 1500 м.) Паралимпийских игр в Сеуле (Ю. Корея. 1988)
- Серебряный и бронзовый призёр чемпионатов мира (1994) и Европы (1989, 1995)
- 4-кратный победитель Всемирных игр инвалидов (1992).